# Tren

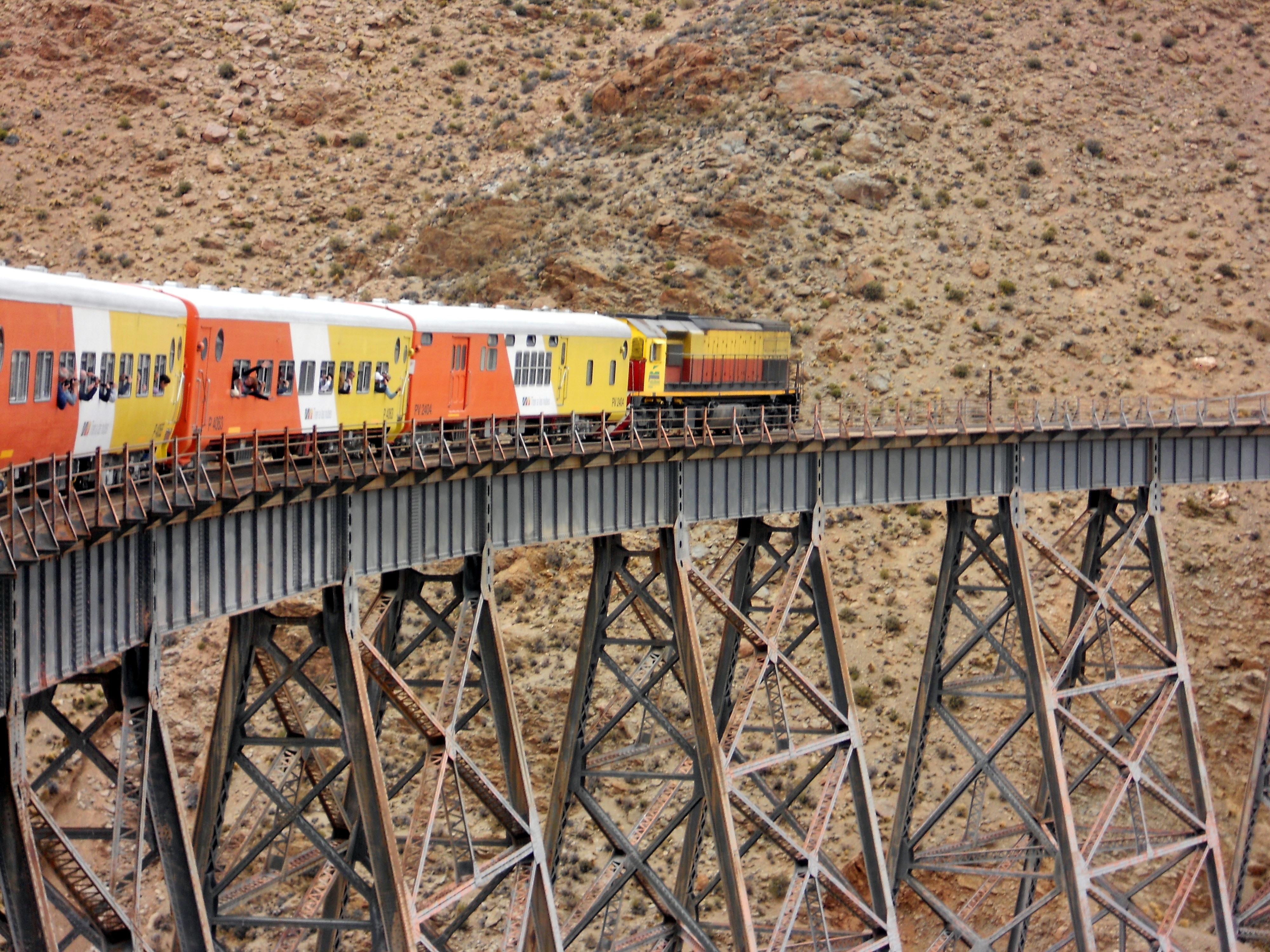
Tren diesel

Un tren constă din unul sau mai multe vehicule pe șine conectate între ele, capabile să transporte marfă sau persoane pe o rută prestabilită. Calea pe care merg poate fi o șină convențională, dar poate fi vorba și de monoșină sau levitație magnetică. Propulsia este de obicei realizată de o locomotivă.

## Tipuri de trenuri

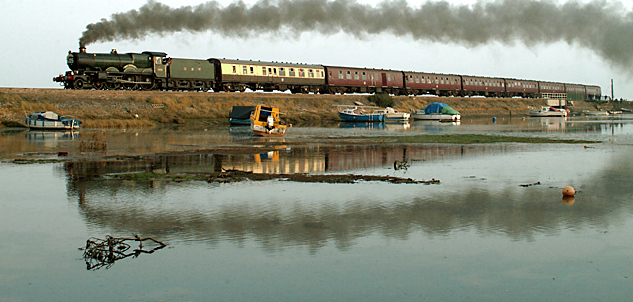
Tren cu aburi

Trenurile sunt de mai multe feluri, fiecare conceput pentru un scop diferit. Ele sunt numite după locomotivă. Principalele feluri de trenuri sunt: trenuri cu aburi, trenuri diesel , trenuri electrice și Maglev. Trenurile mai pot fi și de marfă sau de pasageri.

### Trenuri de pasageri
Un tren de pasageri este un tren ce include una sau mai multe locomotive, și unul sau mai multe vagoane de pasageri (persoane). De obicei, trenurile de pasageri au un program fix în care sosesc și pleacă din gări.

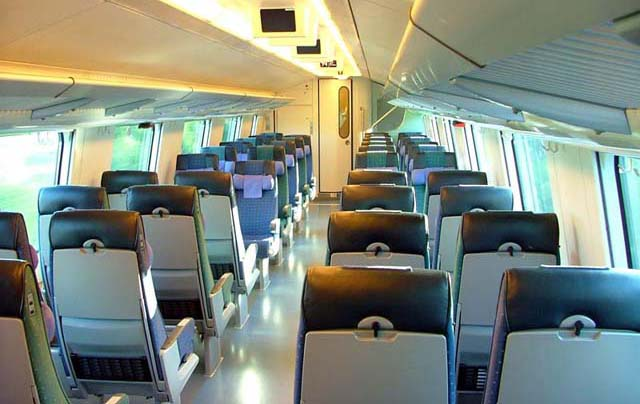
Interiorul unui tren de pasageri

Trenurile de pasageri au mai multe clase(I, II și III) și pot fi bi-nivel(etajate), pentru a transporta mai multi pasageri, sau, cele mai multe , cu un singur nivel.
Ele pot merge pe distanțe lungi(de cursă lungă) cât și pe distanțe mai scurte(de cursă scurtă). Trenurile de cursă lungă sunt dotate și cu vagoane restaurant și vagoane de dormit (vagoane-dormitor).

#### Trenuri de mare viteză

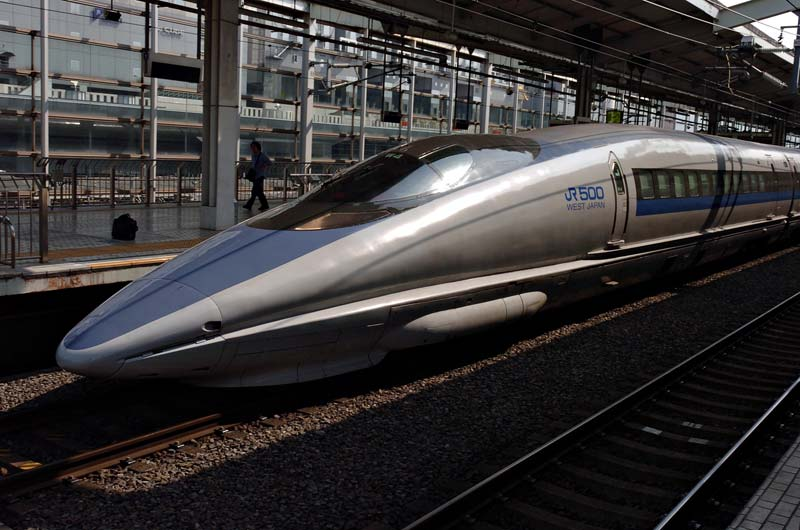
Shinkansen Seria 500

Trenurile de mare viteză sunt trenurile ce se deplasează cu viteze mai mari de 200 km\h. Trenul japonez Shinkansen a intrat în funcțiune din 1964, fiind primul tren de mare viteză.
Alt tren de mare viteză este TGV-ul francez(Train à Grande Vitesse - tren de mare viteză) care, în 2007 a atins o viteză maximă de 574.8 km\h, adică, de două ori viteza de decolare a unui Boeing 727.

#### Maglev

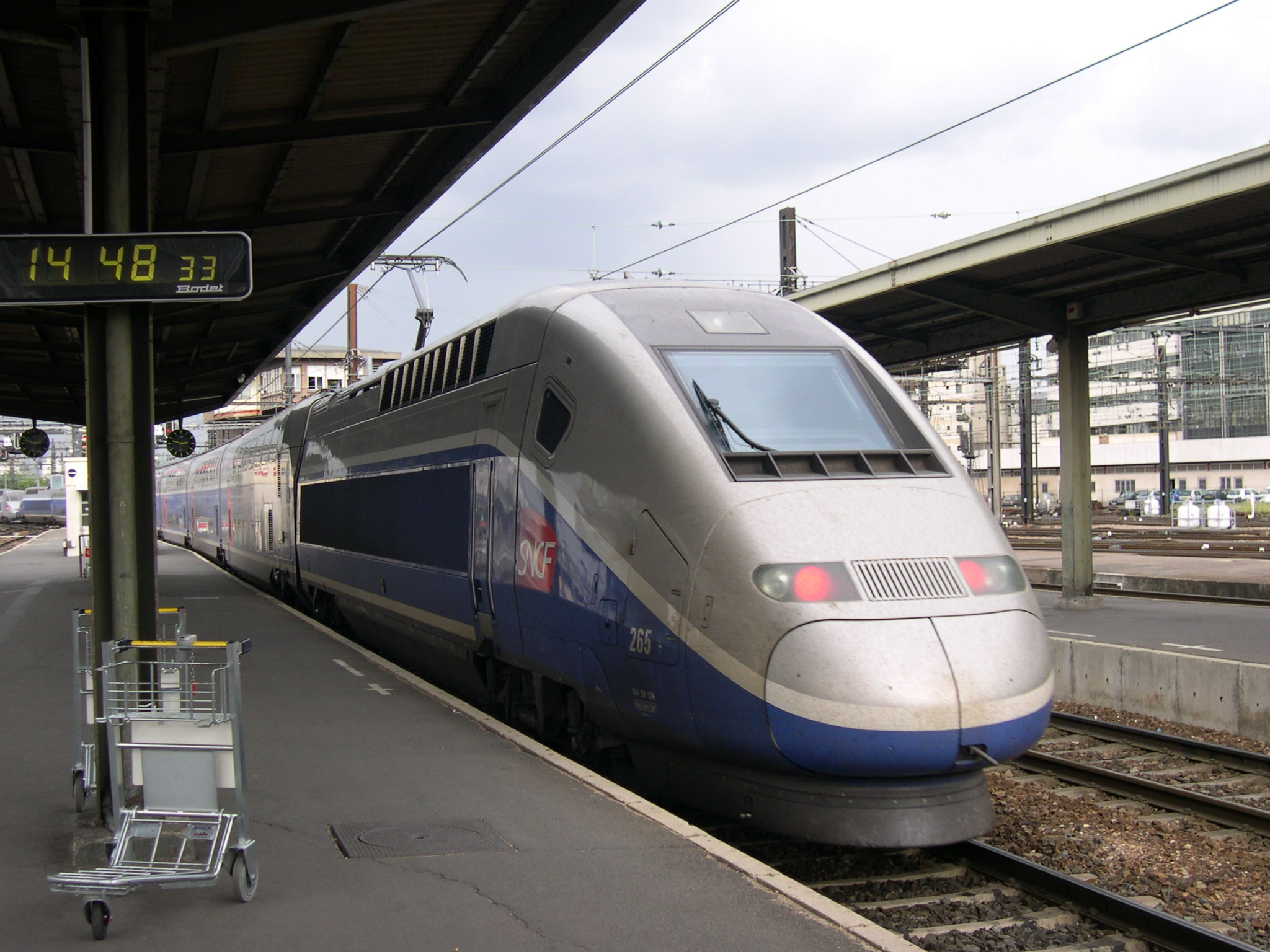
TGV Duplex

Pentru a realiza un tren ce să se deplaseze cu mai mult de 500 km\h inovatoarea tehnologie Maglev, a fost cercetată ani de zile. Trenurile Maglev din Shanghai (date în folosința în 2003), se deplasează cu o viteză de peste 430 km/h.

#### Trenuri regionale
Trenurile regionale sunt trenurile ce fac legătura între orașe mai apropiate (mediul urban), sau între sate și comune apropiate (mediul rural).

### Trenuri de marfă

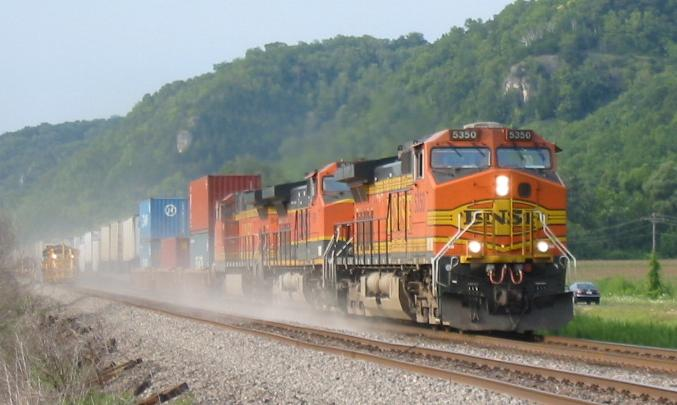
Tren de marfă din SUA

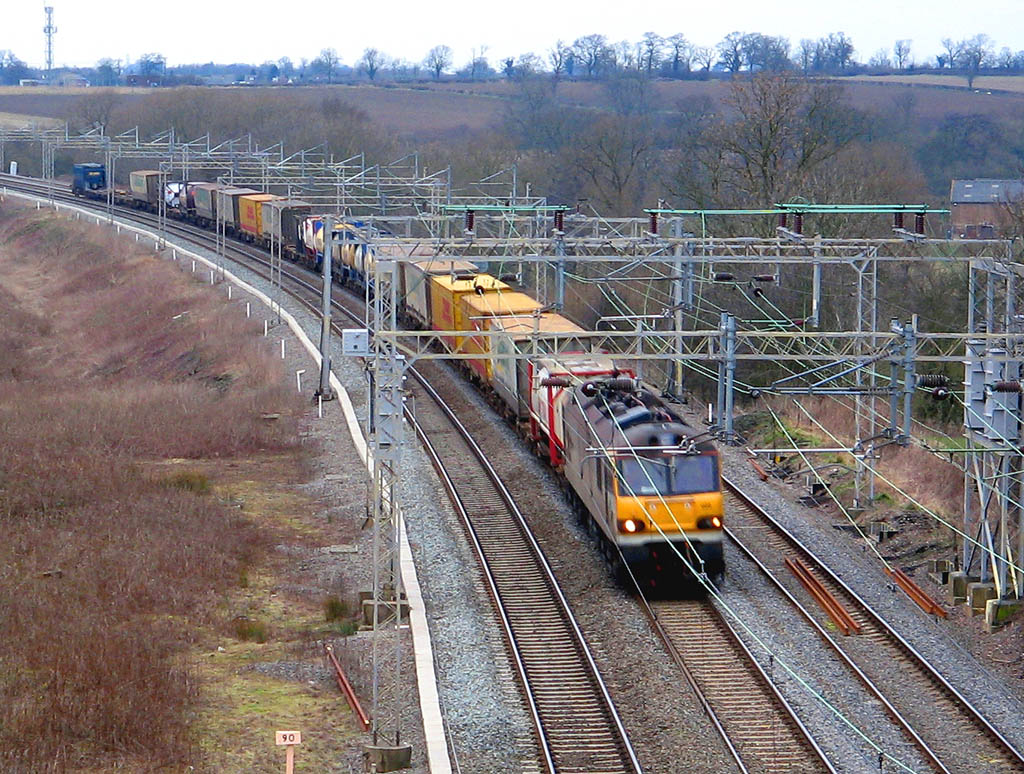
Tren de marfă

Trenurile de marfă sunt trenurile ce transportă diferite mărfuri, în vagoane speciale numite containere. În esență, orice tren ce nu transportă pasageri este un tren de marfă. Tipuri de vagoane folosite la trenurile de marfă:
- vagon pentru cereale: este folosit pentru transportarea cerealelor;
- vagon platformă: folosit pentru transportul containerelor;
- vagon cisternă: folosit pentru transportarea carburanților;
- vagon (special) pentru transportul laptelui;
- vagon gondolă (sau simplu, gondolă): folosit pentru transportul mărfurilor vrac;
- vagon frigorific;
- vagon pentru transport de animale;
- alte tipuri de vagoane transport marfă.